# Кемербастау
Кемербаста́у (каз. Кемербастау) — село у складі Тюлькубаського району Туркестанської області Казахстану. Адміністративний центр Кемербастауського сільського округу.
Населення — 975 осіб (2021; 831 у 2009, 817 у 1999, 832 у 1989).